# Rörbockar (insekter)
Rörbockar (Donacia) är ett släkte av skalbaggar som beskrevs av Fabricius 1775. Det ingår i familjen bladbaggar.

## Artlista för rörbockar, i alfabetisk ordning
- Donacia aequidorsis Kraatz, 1869 g
- Donacia andalusiaca Kunze, 1818 g
- Bronsrörbock (Donacia antiqua (Linnaeus, 1758)) g t
- Regnbågsrörbock (Donacia aquatica Jacobson, 1894) g t
- Donacia assimilis Lacordaire, 1845 i c g
- Guldkantad rörbock (Donacia aureocincta J.Sahlberg, 1821) g t
- Guldrörbock (Donacia bicolora Zschach, 1788) g
- Donacia bicoloricornis Chen g
- Donacia biimpressa Melsheimer, 1847 i c g
- Kopparrörbock (Donacia brevicornis Ahrens, 1810) g t
- Mässingsrörbock (Donacia brevitarsis Thomson, 1884) g t
- Donacia caerulea Olivier, 1795 i c g
- Donacia cazieri Marx, 1957 i c g
- Donacia cincticornis Newman, 1838 i c g
- Kaveldunsbock (Donacia cinerea Herbst, 1784) g t
- Grön vassbock (Donacia clavipes Fabricius, 1792) g t
- Donacia confluenta Say, 1826 i c g
- Näckrosbock (Donacia crassipes Fabricius, 1775) g t
- Donacia cuprea Kirby, 1837 i c g
- Pilbladsbock (Donacia dentata Hoppe, 1795) g
- Donacia dissimilis Schaeffer, 1925 i c g
- Donacia distincta J. L. LeConte, 1851 i c g
- Donacia edentata Schaeffer, 1919 i c g
- Donacia fastuosa Khnzorian, 1962 g
- Kasgräsbock (Donacia fennica (Paykull, 1800)) g t
- Donacia flemora Goecke, 1944 g
- Donacia frontalis Jacoby, 1893 g
- Donacia fulgens J. L. LeConte, 1851 i c g
- Donacia galaica Baguena, 1959 g
- Donacia hirticollis Kirby, 1837 i c g
- Donacia hypoleuca Lacordaire, 1845 i c g
- Sjösävsbock (Donacia impressa Paykull, 1799) g n
- Donacia jacobsoni Semenov & Reichardt, 1927 g
- Donacia koenigi Jacobson, 1927 g
- Donacia lenzi Schonfeldt g
- Donacia liebecki Schaeffer, 1919 i c g
- Donacia limonia Schaeffer, 1925 i c g
- Donacia lungtanensis Hayashi & Lee, 2009 g
- Donacia lusow Hayashi & Lee, 2007 g
- Donacia magnifica J. L. LeConte, 1851 i c g
- Donacia malinovskyi Ahrens, 1810 g
- Purpurkantad rörbock (Donacia marginata Hoppe, 1795) g n
- Donacia megacornis Blatchley, 1910 i c g
- Donacia militaris Lacordaire, 1845 i c g
- Donacia mistshenkoi Jacobson, 1910 g
- Matt rörbock (Donacia obscura Gyllenhal, 1813) g t
- Donacia ochroleuca Weise, 1912 g
- Donacia ozensis (Nakane, 1954) g
- Donacia palmata Olivier, 1795 i c g
- Donacia parvidens Schaeffer, 1919 i c g
- Donacia piscatrix Lacordaire, 1845 i c g
- Donacia polita Kunze, 1818 g
- Donacia porosicollis Lacordaire, 1845 i c g
- Donacia provostii Fairmaire g
- Donacia proxima Kirby 1837 g
- Donacia pubescens J. L. Leconte 1868 i c g
- Donacia reticulata J. L. LeConte, 1868 i c g
- Donacia rufescens Lacordaire 1845 g
- Donacia rugosa J. L. LeConte, 1878 i c g
- Jättegröebock (Donacia semicuprea Panzer, 1796) i c g
- Smalrörbock (Donacia simplex Fabricius, 1775) g
- Strömrörbock (Donacia sparganii Ahrens, 1810) g t
- Bunkestarrsbock (Donacia springeri Müller, 1916) g t
- Donacia subtilis Kunze, 1818 g
- Donacia texana Crotch, 1873 i c g
- Knappsävsbock (Donacia thalassina Germar, 1811) i c g t
- Blomvassbock (Donacia tomentosa Ahrens, 1810) g t
- Donacia tuberculata Lacordaire, 1845 g
- Donacia tuberculifrons Schaeffer, 1919 i c g
- Gäddnatebock (Donacia versicolorea (Brahm, 1790)) i c g t
- Donacia vicina Lacordaire, 1845 g
- Blåfläcksrörbock (Donacia vulgaris Zschach, 1788) i c g t

Datakällor: i = ITIS, c = Catalogue of Life, g = GBIF,, t = Taxonomi

## Bildgalleri

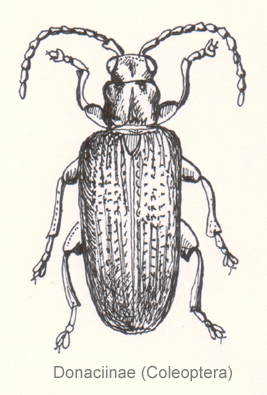
Donacia-art
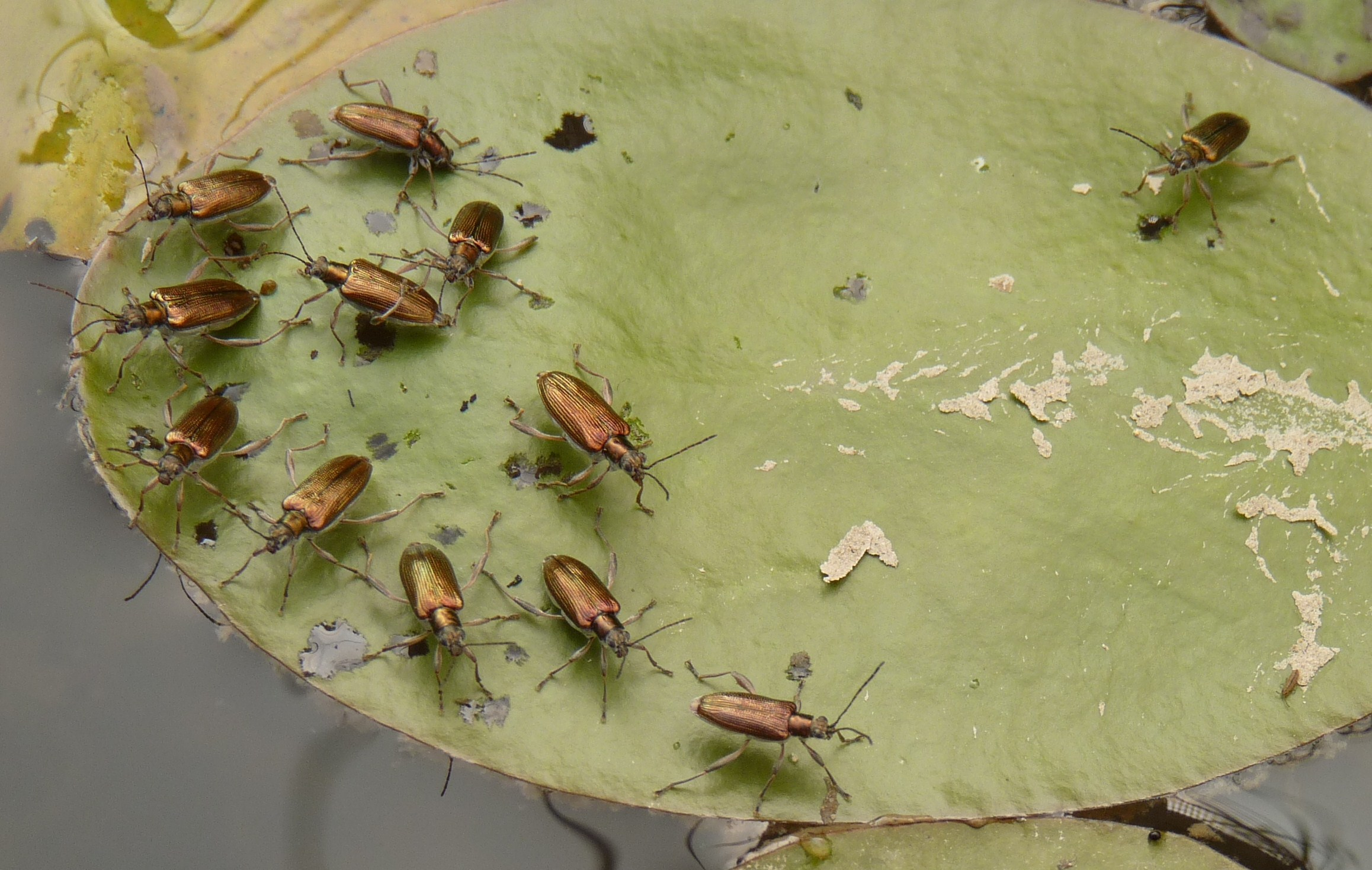
Donacia provostii
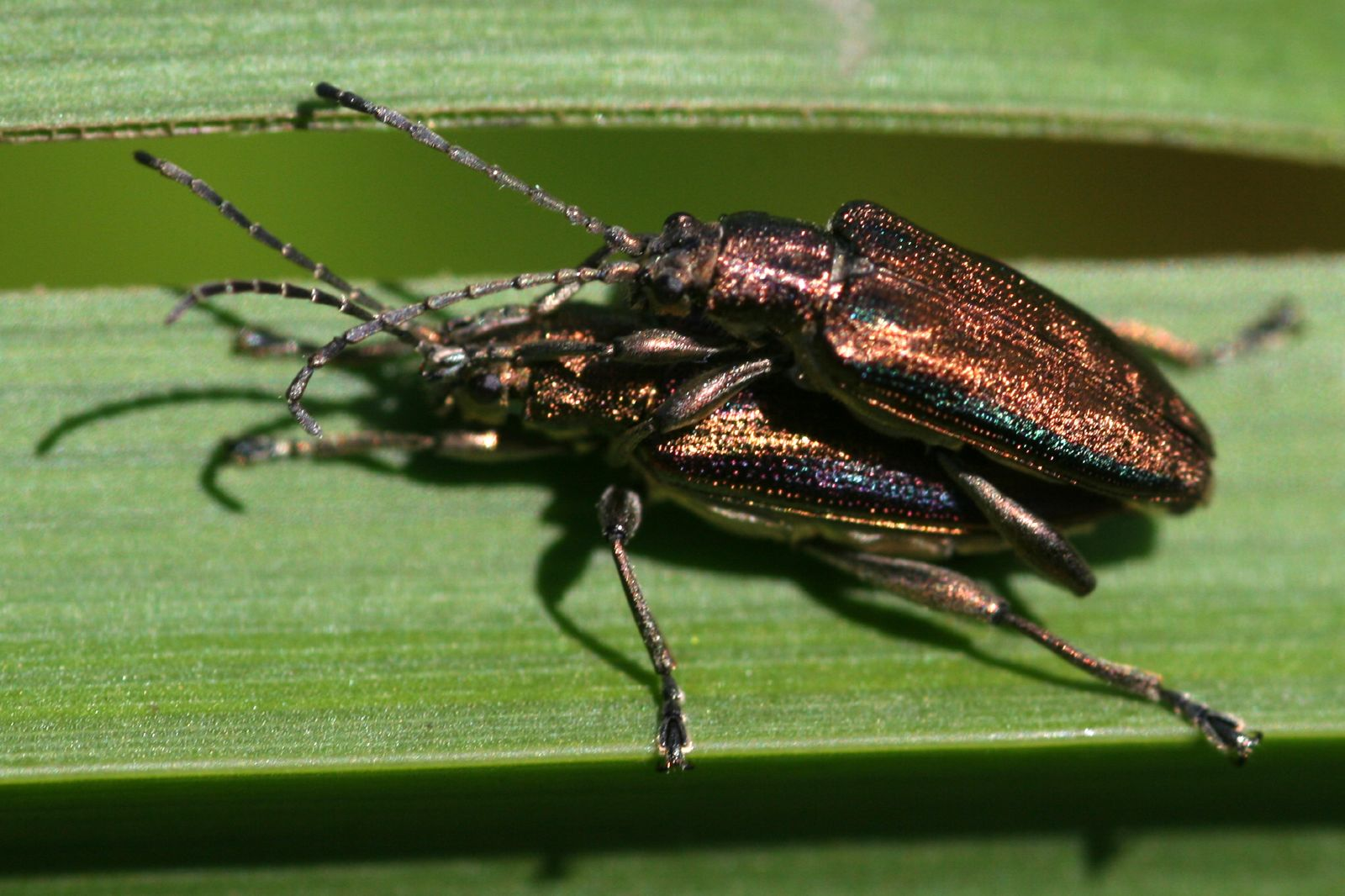
Donacia marginata
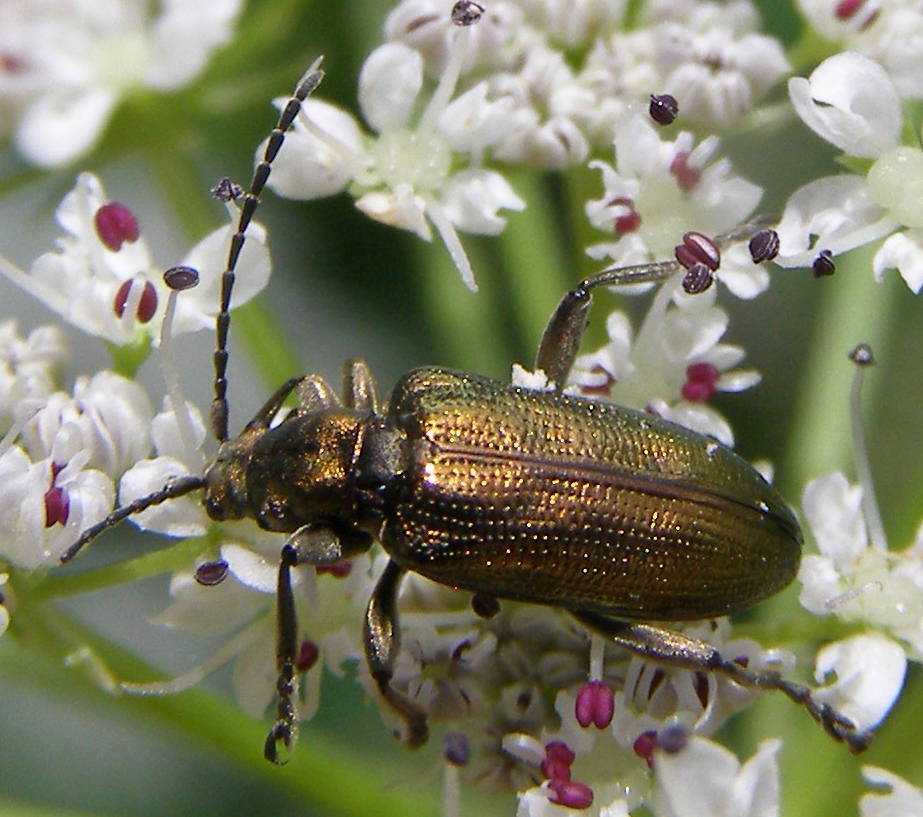
Jättegröebock (Donacia semicuprea)
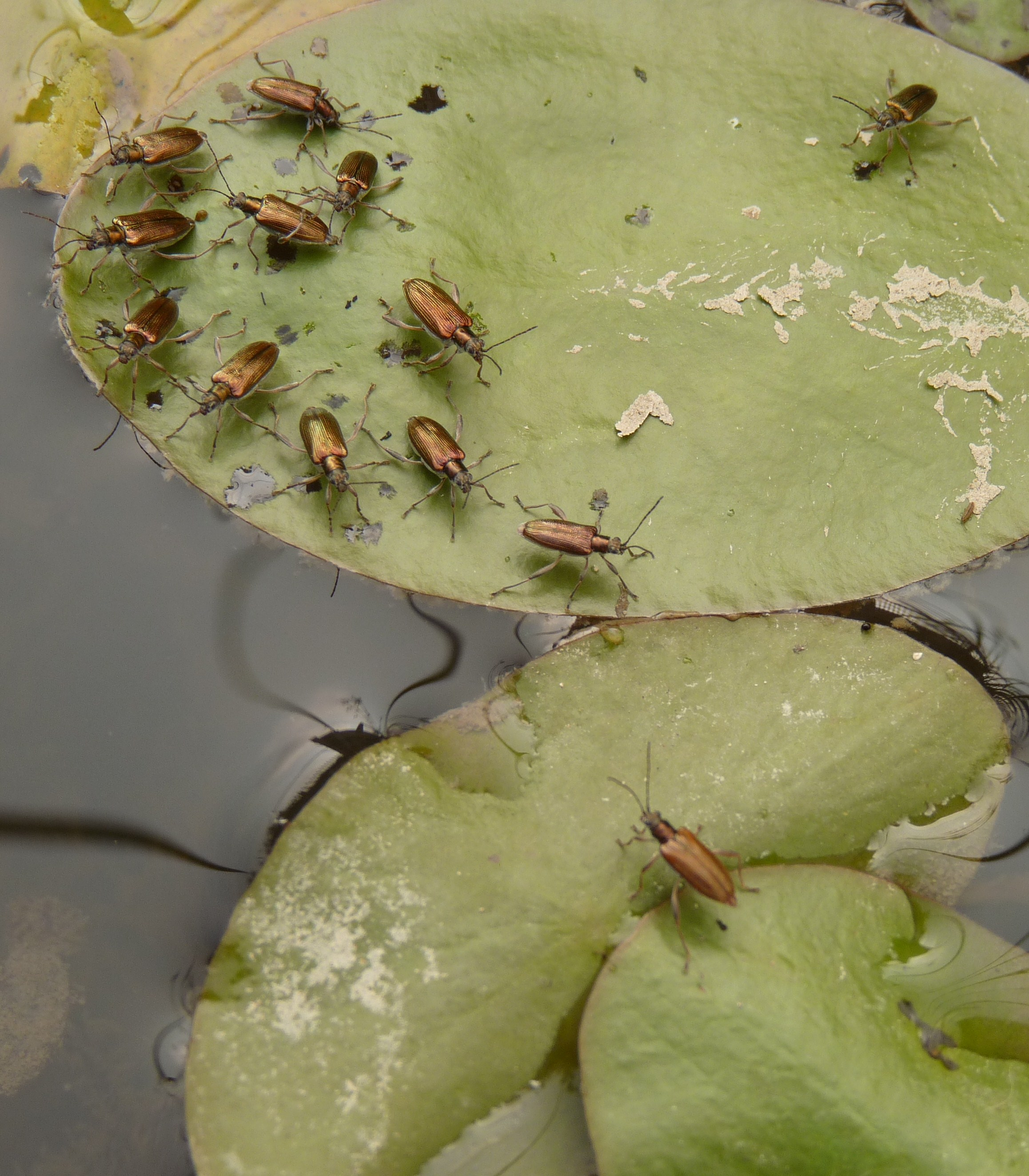
Donacia provostii
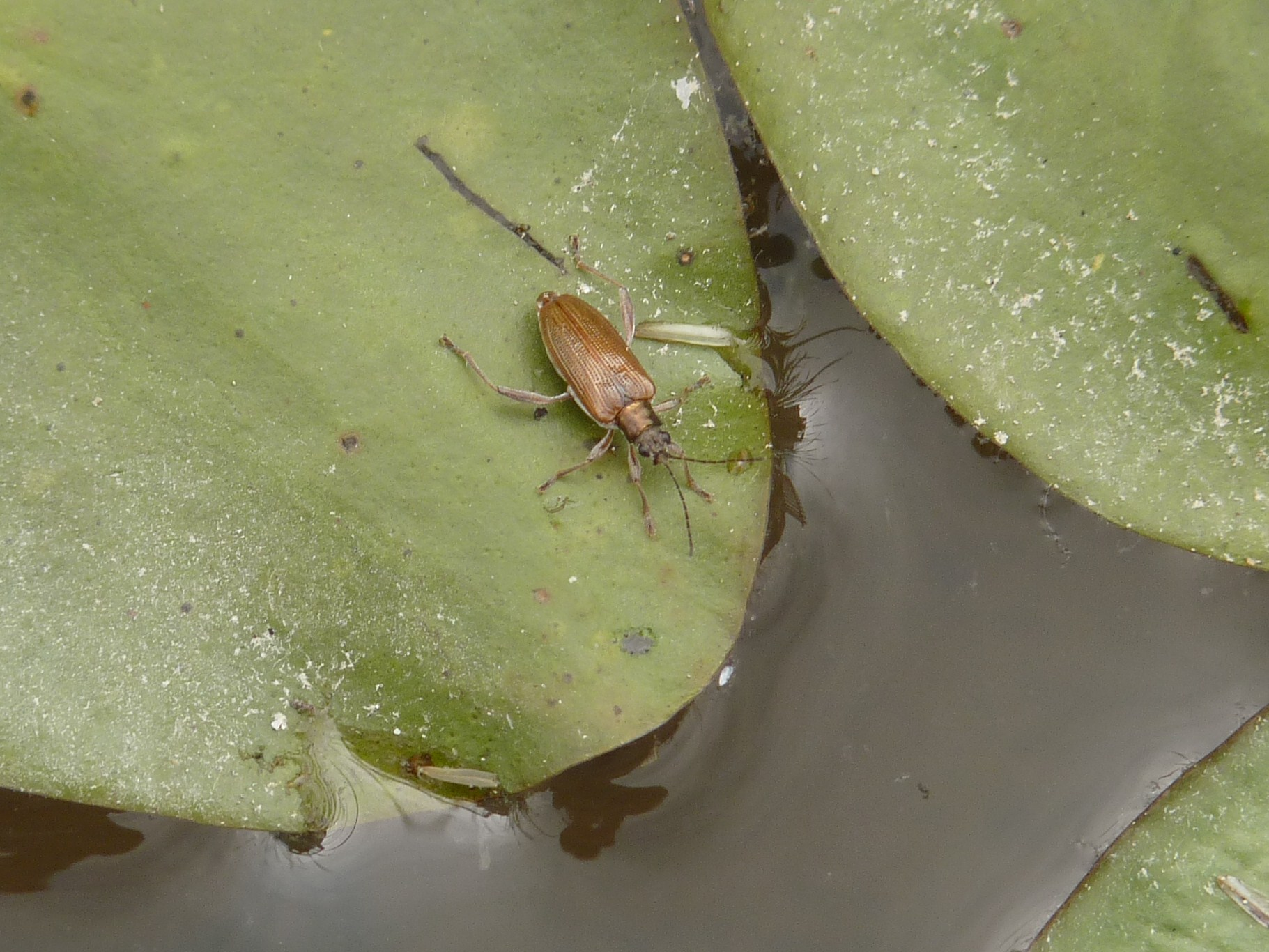
Donacia provostii